# Thorictodes
Thorictodes is een geslacht van kevers uit de familie spektorren (Dermestidae). De wetenschappelijke naam van het geslacht werd in 1875 gepubliceerd door Edmund Reitter.
Het zijn kleine kevers, minder dan 2 mm lang, met vrijwel niet te onderscheiden ogen.

## Soorten[2]
- Thorictodes bennetti John, 1961 – Brits-Guiana
- Thorictodes brevipennis Zhang & Liu in Liu & Zhang, 1986 – China (Yunnan)
- Thorictodes dartevellei John, 1961 – Congo-Kinshasa, maar ingevoerd in Engeland, India, en China
- Thorictodes erraticus Champion, 1922 – China, Tibet, India (Uttar Pradesh)
- Thorictodes heydeni Reitter, 1875 – Europa, Afrika, Noord-Amerika, Azië, Australië (de soort is volgens Reitter oorspronkelijk uit Noord-Afrika, en werd over de wereld verspreid door commercieel transport van rijst, graan, noten en zaden)